# Xã Milford, Quận Iroquois, Illinois
Xã Milford (tiếng Anh: Milford Township) là một xã thuộc quận Iroquois, tiểu bang Illinois, Hoa Kỳ. Năm 2010, dân số của xã này là 1.659 người.